# Moncé-en-Saosnois
Moncé-en-Saosnois è un comune francese di 273 abitanti situato nel dipartimento della Sarthe nella regione dei Paesi della Loira.

## Società

### Evoluzione demografica
Abitanti censiti